# Tissemsilt
Tissemsilt is een stad in Algerije en is de hoofdplaats van de provincie Tissemsilt.
Tissemsilt telt naar schatting 79.000 inwoners.

## Geboren
- Rabah Aboud (1 januari 1981), atleet